# 570

## Esdeveniments
- Inici del culte de la Llança Sagrada
- Conversió al cristianisme del regne d'Aloa

## Naixements
- 26 d'abril - Meca: Mahoma, fundador de l'islam (m. 632).[1]